# سقوط آنتورپ
سقوط آنتورپ در ۱۷ اوت سال ۱۵۸۵ رخ داد، پس از محاصره ای که بیش از یک سال به طول انجامید. این سقوط در طول جنگ هشتاد ساله رخ داد. شهر آنتورپ در آن زمان کانون و محور مقاومت پروتستان هلند محسوب می‌شد، اما در نهایت این شهر مجبور به تسلیم در برابر نیروهای اسپانیایی شد. طبق شرایط توافق شده با اسپانیا، به کلیه پروتستان‌های آنتورپ چهار سال فرصت داده شد تا کلیه امور خود را حل و فصل کرده و شهر را ترک کنند. در نتیجه این توافق بسیاری از مردم از آنتورپ به شمال مهاجرت کردند، به ویژه به آمستردام، که بعدها پایتخت جمهوری هلند شد. در نتیجه این جدایی، نه تنها آنتورپ بخش اعظمی از جمعیت تجار خبره خود را از دست داد، بلکه محاصره رودخانه اسخلد، به مدت دو قرن و تا سال ۱۷۹۵، صدمات سهمگینی را به اقتصاد آنتورپ وارد کرد.

## زمینه
در آن زمان آنتورپ، در بلژیک امروزی، نه تنها بزرگترین شهر هلند بود، بلکه مرکز فرهنگی، اقتصادی و مالی هفده استان و شمال غرب اروپا نیز بود. در ۴ نوامبر ۱۵۷۶، سربازان اسپانیایی که دستمزدشان را نگرفته بودند دست به شورش زدند: آنها شهر را که به نوعی استان پانزدهم به‌شمار می‌رفت را به نام خشم اسپانیا به یغما بردند و آتش زدند. هزاران شهروند قتل‌عام و صدها خانه سوختند. در نتیجه ، آنتورپ به‌طور کامل درگیر شورش علیه حاکمیت هابسبورگ اسپانیا شد. به طوری که این شهر و مرکز مقاومت و شورش شد. مقاومتی که دیگر تنها مقاومت پروتستان‌ها نبود و به نوعی مقاومت کل هلند در برابر پادشاهی اسپانیا محسوب می‌شد.
فیلیپ دوم اسپانیا که به تازگی از دست جنگهای بزرگ با عثمانی در مدیترانه راحت شده بود، توجه خود را به قیام در سرزمین‌های پست معطوف کرد و در سال ۱۵۷۹ الساندرو فارنس، دوک پارما را به ریاست ارتش خود منصوب کرد و او را به فلاندر فرستاد تا کنترل فلاندر را به دست آورد.

## محاصره آغاز می‌شود

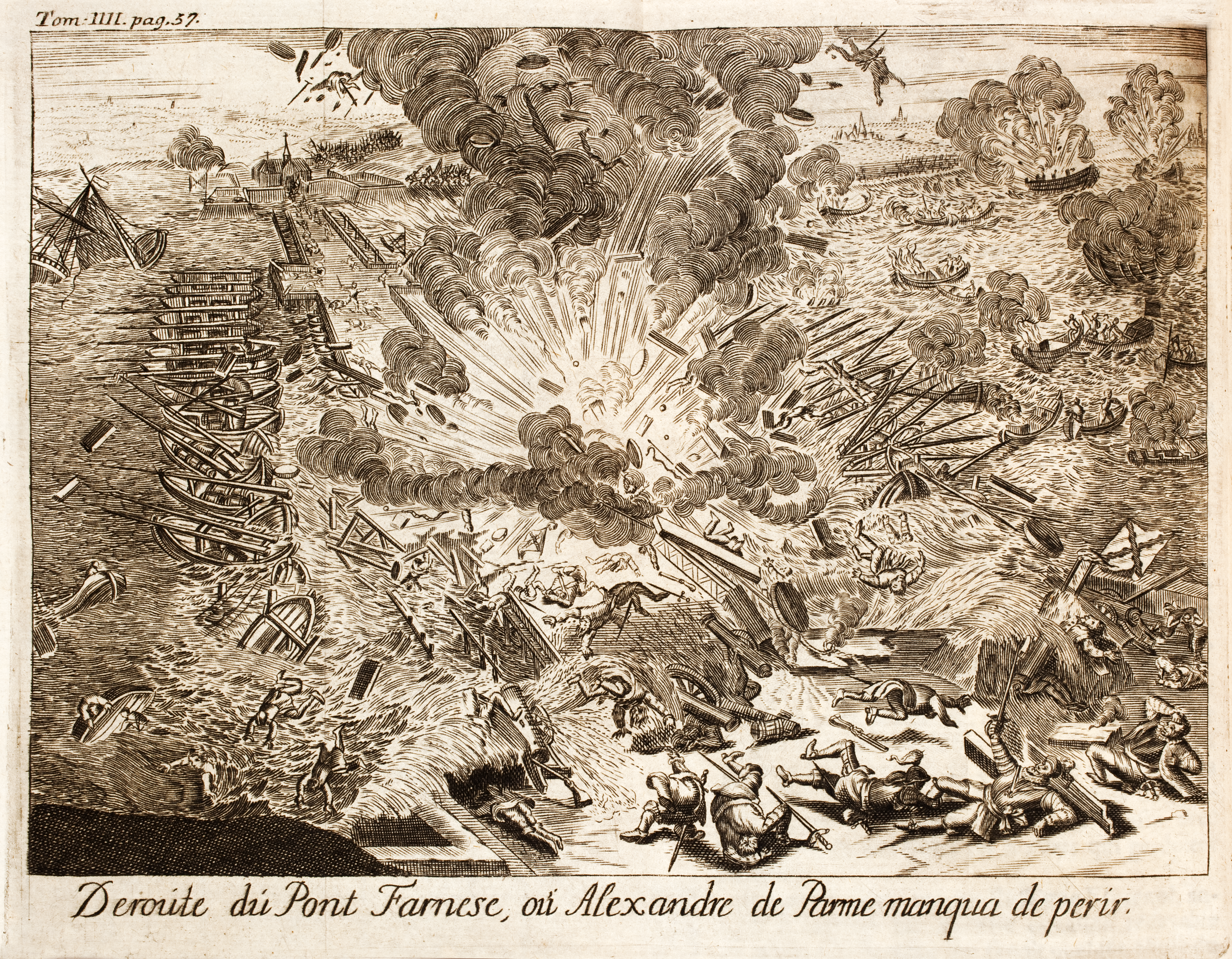
پارما تقریباً در جریان حمله به پل پونتون خود در سال ۱۵۸۵ درگذشت. Famiano Strada: Histoire de la guerre des Païs-Bas, 1727.

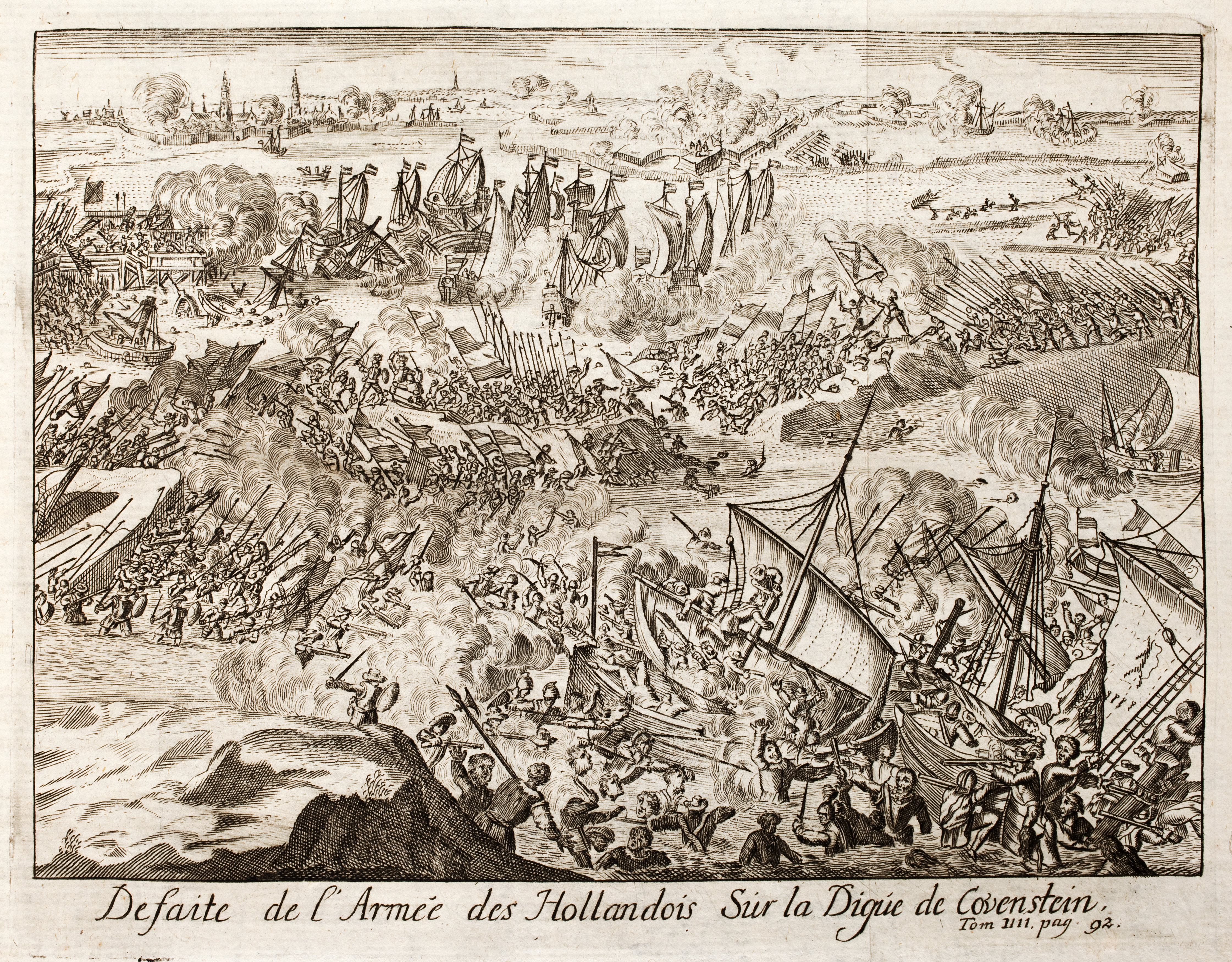
شکست شورشیان در کوونشتایندسیک نزدیک پل پونتون، ۲۶ مه 1585. Lamberecht Causé در Famiano Strada Histoire de la guerre des Païs Bas، ۱۷۲۷.

در طی بازپس‌گیری فلاندر و مهار شورشیان، ارتش اسپانیا آنتورپ را به محاصره کامل خود درآورد.
این مرحله شامل آغاز محاصره طولانی مدت آنتورپ و ساختن پلی در سراسر رودخانه اسخلد بودبه طوری که کلیه راه‌های آبی به شهر بسته شد. این پل، یک شاهکار بی نظیر مهندسی و یک استراتژی منحصر به فرد محاصره در آن زمان بود. در هر طرف رودخانه یک قلعه مستحکم (مجهز به توپ) ساخته شد. این قلعه‌ها توسط پلی سنگی به یکدیگر متصل شده بودند.
در پاسخ به بسته شدن رود اسخلد توسط این پل، هلندی‌ها زمین‌های پست مجاور رودخانه اسخلد را به آب بستند و در نتیجه بیشتر جاده‌ها را در مناطق پراکنده به زیر آب بردند. بدین ترتیب قلعه‌های اسپانیا دچار سیل گردیده یا به صورت جزایری جدا افتاده عملاً بلا استفاده شدند ولی سربازان اسپانیایی با استفاده از توپ‌های جنگی کوچک، نیروهای شورشی را به عقب راندند.
شورشیان همچنین یک سکوی بزرگ شناور را جهت شکستن پل به سمت رودخانه روانه کردند، اما این مأموریت نیز به شکست انجامید. در پایان، هلندی‌ها تلاش خود را کنار گذاشته و آنتورپ را به عنوان شهری از دست رفته پذیرفتند.

## تسلیم
در ۱۷ اوت ۱۵۸۵ ، آنتورپ تسلیم شد. پس از محاصره، هلند شکست خورده، ناوگان خود را در رودخانه اسخلد قرارداد و دسترسی آنتورپ تحت حاکمیت اسپانیا را به دریا مسدود کرد و بدین ترتیب دست آنتورپ را از تجارت بین‌المللی قطع کرد. پادشاه اسپانیا برای اطمینان از عدم سقوط شهر به دست دشمن، نیروهای باتجربه کاستیا را در آنتورپ مستقر کرد. پارما پس از تسخیر آنتورپ مقررات سختگیرانه ای مبنی بر عدم خونریزی در شهر را صادر کرد. سربازان اسپانیایی رفتاری بی عیب و نقص داشتند و به جمعیت پروتستان آنتورپ چهار سال فرصت داده شد تا قبل از ترک آنتورپ امور خود را حل و فصل کنند.
برخی از آنها به مذهب کاتولیک بازگشتند اما بسیاری به سمت شمال حرکت کردند و به یک قرن طلایی برای این شهر خاتمه دادند. از جمعیت ۱۰۰٬۰۰۰ نفری در آنتورپ قبل از محاصره، فقط ۴۰٬۰۰۰ نفر باقی ماند. بسیاری از بازرگانان ماهر آنتورپ در مهاجرت پروتستانها به شمال شرکت داشتند و بنیان تجاری " عصر طلایی هلند " را در شمال استانهای متحد بنا نهادند. آمستردام امروزی نتیجه همین مهاجرت بود.
اگرچه این شهر دوباره به رونق بازگشت ولی محاصره حمل و نقل تجاری هلندی در رودخانه اسخلد به مدت ۲ قرن همچنان برقرار بود و از بازگرداندن شکوه قبلی به شهر جلوگیری کرد. این محاصره برای دو قرن آینده حفظ شد و عنصری مهم و آسیب زا در تاریخ روابط بین هلند و کشوری که بعدها بلژیک نام گرفت شد .